# (6357) Glouchko
Pour les articles homonymes, voir Glouchko et Glushko.
(6357) Glouchko (internationalement (6357) Glushko) est un astéroïde de la ceinture principale.

## Description
(6357) Glouchko est un astéroïde de la ceinture principale. Il fut découvert le 24 septembre 1976 à Naoutchnyï par Nikolaï Tchernykh. Il présente une orbite caractérisée par un demi-grand axe de 3,00 UA, une excentricité de 0,08 et une inclinaison de 10,4° par rapport à l'écliptique.
Il est nommé en l'honneur de Valentin Glouchko, ingénieur soviétique et créateur de moteurs de fusées.